# マグダレーナ・ジビュレ・フォン・ブランデンブルク＝バイロイト
マグダレーナ・ジビュレ・フォン・ブランデンブルク＝バイロイト（Magdalena Sibylle von Brandenburg-Bayreuth, 1612年11月1日 - 1687年3月20日）は、ドイツのブランデンブルク＝バイロイト辺境伯家の侯女で、ザクセン選帝侯ヨハン・ゲオルク2世の妻。

## 生涯
ブランデンブルク＝バイロイト辺境伯クリスティアンとその妻でプロイセン公アルブレヒト・フリードリヒの娘であるマリーの間の第5子、四女として生まれた。1638年11月13日にドレスデンにおいて、ヨハン・ゲオルク2世と結婚した。夫は母の末の妹マグダレーナ・ジビュレの長男であり、選帝侯夫妻は従姉弟同士であった。スウェーデン王妃マリア・エレオノーラと従姉妹同士だったことからスウェーデン王室と親交があり、三十年戦争中の1639年にスウェーデン軍が選帝侯領内の都市ピルナ（現ザクセン州ゼクシッシェ・シュヴァイツ＝オストエルツツゲビルゲ郡）を破壊しようとした際、王室に書簡を送って攻撃を中止させている。1680年に夫と死別するとフライベルク、コルディーツ、ドレスデンに隠居所を与えられて余生を送った。死後、フライベルク大聖堂（Freiberger Dom）に葬られた。

## 子女
夫との間に1男2女をもうけた。
- ジビュレ・マリー（1642年 - 1643年）
- エルトムーテ・ゾフィー（1644年 - 1670年） - 1662年、ブランデンブルク＝バイロイト辺境伯クリスティアン・エルンストと結婚
- ヨハン・ゲオルク3世（1647年 - 1691年） - ザクセン選帝侯